# Komar et Melamid
Vitaly Komar est né en 1943 et Alexandre Melamid en 1945.
Ils se rencontrent lors de leurs études à Moscou. Ils commencent leur carrière en travaillant ensemble et en faisant partie du mouvement sots art au début des années 1970.Ils seront arrêtés en 1974 durant une performance dans un appartement de Moscou. Ils émigrent en 1977 en Israël, puis à New York en 1978. Ils ont fait leur première performance sur le territoire américain en 1976 à la Galerie Feldman. Leur première exposition solo aura lieu au musée d'Hartford Athenaeum, aux États-Unis en 1978.
Ils travaillent plus particulièrement à partir de l’imagerie de la propagande soviétique. Ils intègrent aussi une grande diversité de style et de média (peinture à l’huile, performances, installations…).
Ils ont travaillé avec de nombreux artistes dont Douglas Davis (en), Charlotte Moorman (membre de Fluxus), Andy Warhol, et bien d’autres.
En 2003, les deux artistes ont cessé de travailler ensemble pour poursuivre leur travail chacun de leur côté.

## Expositions
- 1974 : Bulldozer